# رمضان رحیمی دشتلویی
رمضان رحیمی دشتلویی (زاده ۲۰دی ۱۳۴۷ فلاورجان) نماینده مردم فلاورجان در دوره دوازدهم مجلس شورای اسلامی و عضو کمیسیون آموزش و تحقیقات مجلس شورای اسلامی.
رمضان رحیمی دشتلویی در انتخابات اسفند ۱۴۰۲ با کسب ۱۸۹۰۵ رای از مجموع ۵۹۴۹۱ رای در حوزه انتخابیه فلاورجان به مجلس شورای اسلامی راه یافت. وی سابقه سرپرستی اداره آموزش و پرورش شهرستان فلاورجان را در کارنامه خود دارد.